# Francisco Albelda
Francisco Ramón Albelda Tormo (* Puebla Larga, 11 de octubre de 1955). Fue un ciclista español, profesional entre 1979 y 1983, cuyo mayor éxito deportivo lo logró en la Vuelta a España donde conseguiría una victoria de etapa en la edición de 1979.

## Palmarés
| 1979 - 1 etapa en la Vuelta a España - G. P. Llodio 1980 - 1 etapa en la Vuelta a Cantabria 1982 - Vall de Uxó - Alqueirias |